# Stuart J. Byrne
Stuart James Byrne (26 de outubro de 1913 - 23 de setembro de 2011) foi um roteirista e escritor americano de ficção científica e fantasia. Ele publicou com o seu nome verdadeiro e com pseudônimos: Rothayne Amare, John Bloodstone, Howard Dare e Marx Kaye.

## Biografia

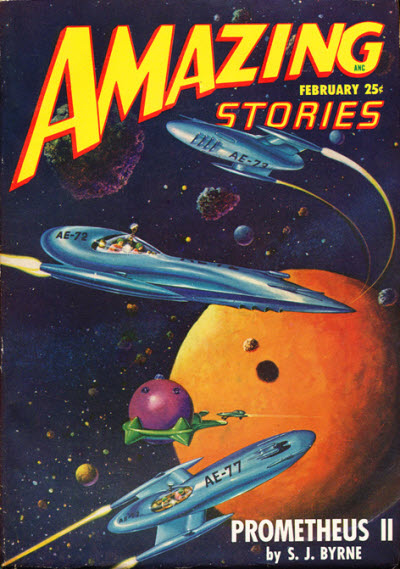
O romance Prometheus II de Byrne foi a história de capa da edição de fevereiro de 1948 da Amazing Stories. Não seria publicado em livro até 2012.

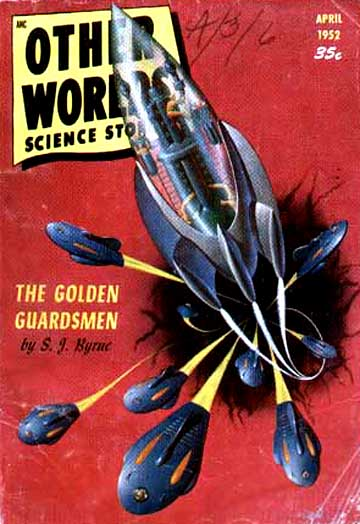
O primeiro capítulo do romance de Byrne, The Golden Guardsmen, foi capa da edição de abril de 1952 de Other Worlds Science Stories. Não seria publicado em livro até 2013.

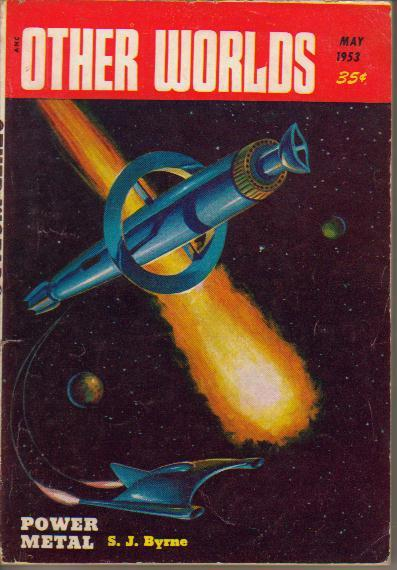
O romance Power Metal de Byrne, serializado em Other Worlds em 1953, foi publicado em forma de livro em 2015.

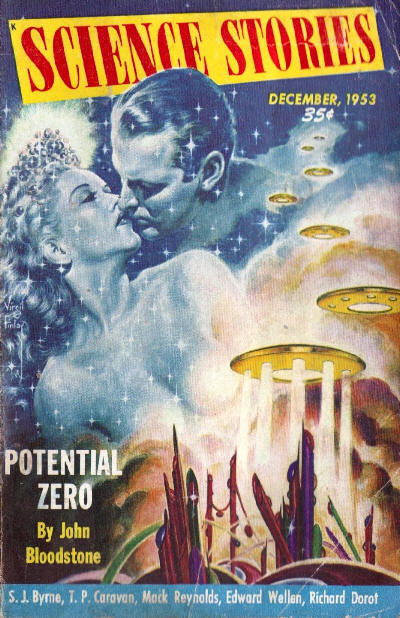
O romance Potencial Zero de Byrne, escrito sob o pseudônimo "John Bloodstone", foi a história de capa na edição de dezembro de 1953 da Science Stories.

Byrne nasceu em St. Paul, Minnesota. Suas leituras incluiam os contos de fadas dos Irmãos Grimm, Alice no País das Maravilhas, as histórias de Oz de L. Frank Baum, os Rover Boys, os Boy Allies, a ficção científica de Gernsback  e os livros de Edgar Rice Burroughs.
Aos doze anos, mudou-se com a família para a Califórnia. Em sua adolescência, seu interesse pela ficção científica continuou. Ele também se tornou um ávido astrônomo amador. Anos mais tarde, ele lembrou que "muitas noites de verão ... foram passadas maravilhadas ... nas Plêiades e na grande nebulosa de Órion, ou surfando nas luas de Júpiter e nos anéis de Saturno. Na verdade, aos quinze anos eu estava moendo espelhos parabólicos para o meu telescópio amador."
Na década de 1930, ele se casou com Joey e teve dois filhos, Richard e Joanne. No início da década de 1930, ele recebeu um diploma de Mestre em Artes pela University of California. Ele publicou sua primeira história de ficção científica, intitulada "Music of the Spheres" em Amazing Stories em 1935.
Nas décadas de 1940 e 1950, Byrne publicou enas revistas Science Stories, Amazing Stories, Imagination e Other Worlds.
O personagem de Byrne, Michael Flanagan, apareceu como o herói de três romances publicados em Amazing Stories: The Land Beyond the Lens, The Golden Gods e The Return of Michael Flannigan, todos creditados à John Bloodstone. As duas primeiras dessas histórias foram republicadascomo Godman (escrito "Godman!" Na capa) em 1970. De acordo com a reminiscência posterior de Byrne, o nome "John Bloodstone" foi sugerido por Ray Palmer para enganar Howard Browne, o editor de Amazing Stories, que solicitou que Palmer escrevesse uma história sobre uma foto que mostrava um homem passando por algum tipo de lente. Palmer passou o trabalho para Byrne, mas acabou confessando a mudança para Browne.

### Romance de Tarzan
Em 1955, Byrne ficou conhecido como o autor de um novo romance de Tarzan não publicado, chamado Tarzan on Mars, por meio de um editorial intitulado "Tarzan Never Dies" na revista Other Worlds Science Stories, escrito pelo editor Ray Palmer. Na história, Tarzan vai parar em Barsoom, a versão do Planeta Marte de Burroughs. O romance não pôde ser publicado porque Palmer não conseguiu obter autorização dos detentores dos direitos de Edgar Rice Burroughs.

### Men into Space
Como roteirista, Byrne escreveu para a série de TV Men into Space em 1959 e 1960. Ele é creditado por escrever o episódio intitulado "Quarantine" (1959) e fornecer a história para aquele intitulado "Contraband" (1960). Ele recebeu crédito pela história do filme The Deserter de 1971, bem como pela história original e roteiro do filme The Doomsday Machine de 1972. De acordo com Bleiler e Bleiler, ele também foi o roteirista do filme Journey into Fear, de 1975, embora ele não seja tão creditado no banco de dados online IMdb.
Byrne voltou ao pseudônimo de Bloodstone para a publicação de seu romance de bolso original, Thundar, sobre as aventuras de Michael Storm, também conhecido como Thundar,  no futuro distante da Terra. Depois de descrever os diários de Michael Storm, a história começa com as aventuras de Storm nas montanhas peruanas em busca do lendário portal do tempo de Viricocha. Segundo Byrne, "as cenas e o local da aventura de abertura nos Andes peruanos são autenticados pelo fato de que passei alguns anos naquelas montanhas, seguindo as trilhas de Pizarro guiada por arcaico manuscrito espanhol". Byrne também declarou: "Um advogado da ERB uma vez me sugeriu que eu tentasse escrever minhas próprias aventuras de fantasia no estilo ERB usando meus próprios personagens. O resultado foi Thundar - Man of Two Worlds, escrito também no estilo clássico da fantasia ERB, sob minha fantasia pseudônimo, John Bloodstone.

### Perry Rhodan
Na década de 1970, Byrne também trabalhou como tradutor na série Perry Rhodan do alemão para inglês. Ele é creditado como co-autor com Clark Dalton da história de duas partes chamada "Test Flight to Eden" (1975), que apareceu em dois livros consecutivos de Perry Rhodan. Quando houve problemas financeiros para publicar livros de Perry Rhodan devido a uma mudança na taxa de câmbio entre as moedas alemã e americana, Byrne se comprometeu a escrever a série Star Man, da qual 11 foram publicadas, publicada pela Master Publications de Forrest J. Ackerman A primeira história foi o Supermen of Alpha.

### Gótico
Também na década de 1970, Byrne tentou escrever gótico do ponto de vista feminino em primeira pessoa. O resultado foi The Visitation, publicado originalmente em 1977 e republicado como Hoaxbreaker em 2003.
Desde 1998, muitas das histórias de Byrne foram publicadas em formato eletrônico. Eles são todos listados como "Stuart J. Byrne", com "escrevendo como John Bloodstone" e seus outros pseudônimos.

## Contos
- - Music of the Spheres, Amazing Stories, agosto de 1935
  - Beyond the Darkness, Other Worlds, julho de 1951
  - Matter of Perspective, Other Worlds, outubro de 1951
  - Gsrthnxrpqrpf, Other Worlds, março de 1952
  - The Ultimate Death (por Howard Dare), Other Worlds, julho de 1952
  - Lady of Flame (reprint of The Naked Goddess), Authentic Science Fiction Monthly, #30, fevereiro de 1953
  - Children of the Chronotron, Imagination, dezembro de 1952
  - The Bridge, Science Stories, dezembro de 1953
  - Beware the Star Gods, Imagination, junho de 1954
  - The Metamorphs, Other Worlds, janeiro de 1957
  - Spaceship Named Desire, Other Worlds, julho de 1957
  - Test Flight to Eden (Part 1 of 2), por Stuart J. Byrne e Clark Darlton, em Perry Rhodan #68: Stars of Druufon, 1975
  - Test Flight to Eden (Part 2 of 2), por Clark Darlton e Stuart J. porrne, em Perry Rhodan #69: The Bonds of Eternity, abril de 1975
  - Star Man 1: Supermen of Alpha, Perry Rhodan #137: The Phantom Horde / Star Man 1-5, Master Publications, 1979
  - Star Man 2: Time Window, Perry Rhodan #137: The Phantom Horde / Star Man 1-5, Master Publications, 1979
  - Star Man 3: Interstellar Mutineers, Perry Rhodan #137: The Phantom Horde / Star Man 1-5, Master Publications, 1979
  - Star Man 4: The Cosmium Raiders, Perry Rhodan #137: The Phantom Horde / Star Man 1-5, Master Publications, 1979
  - Star Man 5: The World Changer, Perry Rhodan #137: The Phantom Horde / Star Man 1-5, Master Publications, 1979
  - Star Man 6: Slaves of Venus, Star Man 6-11, Master Publications, 1980
  - Star Man 7: Lost in the Milky Way, Star Man 6-11, Master Publications, 1980
  - Star Man 8: Time Trap, Star Man 6-11, Master Publications, 1980
  - Star Man 9: The Centurian, Star Man 6-11, Master Publications, 1980
  - Star Man 10: The Emperor, Star Man 6-11, Master Publications, 1980
  - Star Man 11: The Return of Star Man, Star Man 6-11, Master Publications, 1980
  - Star Man 12: The Second Empire, apenas ebook
  - Star Man 13: The Summit Conference, apenas ebook

### Romances
- Starman (1969), Powell Sci-Fi, PP 165, Powell Publications, Reseda, CA.
- Godman (1970) (assinado como John Bloodstone), Powell Sci-Fi, PP  205, Powell Publications, Reseda, CA (capa dá título como "Godman!").
- Thundar (1971) (assinado como John Bloodstone), Leisure Books, North Hollywood, CA (capa dá título como "Thundar: Man of Two Worlds", lombada como "Thundar!", as páginas de título como  "Thundar").
- The Alpha Trap (1976), Major Books, Canoga Park, CA.
- The Visitation (1977) (assinado como Rothayne Amare), Major Books, Canoga Park, CA.
- Star Quest (2006), Trafford Publishing, Victoria, BC, Canada.
- Last Days of Thronas (por John Bloodstone), Science Stories, fevereiro de 1954; Armchair Fiction
- The Naked Goddess, Other Worlds, outubro de 1952, Armchair Fiction #D-192, 2017
- Potential Zero (por John Bloodstone), Science Stories, dezembro de 1953, Armchair Fiction #D-113, 2014
- Land Beyond the Lens (por John Bloodstone), Amazing Stories, março de 1952, Michael Flannigan #1, Armchair Fiction #D-124, 2014
- The Golden Gods (por John Bloodstone),  Amazing Stories May 1952, Michael Flannigan #2, Armchair Fiction #D-159, 2015
- Return of Michael Flannigan (por John Bloodstone),  Amazing Stories August 1952, Michael Flannigan #3, Armchair Fiction #D-159, 2015
- Prometheus II, Amazing Stories, fevereiro de 1948, Armchair Fiction, #C-27, 2012
- The Golden Guardsmen, Other Worlds, abril, junho  julho de 1952 (sequência de Prometheus II), Armchair Fiction, #C-31, 2012
- Power Metal, Other Worlds, maio, junho e julho de 1953, Armchair Fiction #C-66, 2015
- Colossus, (reprint of Colossus I) Other Worlds, May 1950, Armchair Fiction #D-227, 2018
- Colossus Conclusion, (republica Colossus II, Other Worlds, julho de 1950 e  Colossus III, Other Worlds, setembro de 1950), Armchair Fiction #D-246, 2019